# BEB Va
| BEB Va ČSD Baureihe 524.1 | BEB Va ČSD Baureihe 524.1                                         | BEB Va ČSD Baureihe 524.1                                         | BEB Va ČSD Baureihe 524.1                                         | BEB Va ČSD Baureihe 524.1                                         | BEB Va ČSD Baureihe 524.1                                         |
| ------------------------- | ----------------------------------------------------------------- | ----------------------------------------------------------------- | ----------------------------------------------------------------- | ----------------------------------------------------------------- | ----------------------------------------------------------------- |
|                           |                                                                   |                                                                   |                                                                   |                                                                   |                                                                   |
| Anzahl                    | 145                                                               | 145                                                               | 145                                                               | 145                                                               | 145                                                               |
| Hersteller                | Erste Böhmisch-Mährische Maschinenfabrik / ČKD, Prag Škoda, Plzeň | Erste Böhmisch-Mährische Maschinenfabrik / ČKD, Prag Škoda, Plzeň | Erste Böhmisch-Mährische Maschinenfabrik / ČKD, Prag Škoda, Plzeň | Erste Böhmisch-Mährische Maschinenfabrik / ČKD, Prag Škoda, Plzeň | Erste Böhmisch-Mährische Maschinenfabrik / ČKD, Prag Škoda, Plzeň |
| Nummerierung              | BEB Va 501–506, ČSD 524.101–199, 524.1100–1147                    | BEB Va 501–506, ČSD 524.101–199, 524.1100–1147                    | BEB Va 501–506, ČSD 524.101–199, 524.1100–1147                    | BEB Va 501–506, ČSD 524.101–199, 524.1100–1147                    | BEB Va 501–506, ČSD 524.101–199, 524.1100–1147                    |
| Indienststellung:         | 1918–1941                                                         | 1918–1941                                                         | 1918–1941                                                         | 1918–1941                                                         | 1918–1941                                                         |
| Ausmusterung:             | bis 1980                                                          | bis 1980                                                          | bis 1980                                                          | bis 1980                                                          | bis 1980                                                          |
| Bauart:                   | 1'E 1'h 2t                                                        | 1'E 1'h 2t                                                        | 1'E 1'h 2t                                                        | 1'E 1'h 2t                                                        | 1'E 1'h 2t                                                        |
| Zylinderdurchmesser:      | 570 mm                                                            | 570 mm                                                            | 570 mm                                                            | 570 mm                                                            | 570 mm                                                            |
| Kolbenhub:                | 632 mm                                                            | 632 mm                                                            | 632 mm                                                            | 632 mm                                                            | 632 mm                                                            |
| Zylinderanzahl:           | 2                                                                 | 2                                                                 | 2                                                                 | 2                                                                 | 2                                                                 |
| Treibraddurchmesser:      | 1.308 mm                                                          | 1.308 mm                                                          | 1.308 mm                                                          | 1.308 mm                                                          | 1.308 mm                                                          |
| Laufraddurchmesser:       | 880 mm                                                            | 880 mm                                                            | 880 mm                                                            | 880 mm                                                            | 880 mm                                                            |
| fester Radstand:          | 5.520 mm                                                          | 5.520 mm                                                          | 5.520 mm                                                          | 5.520 mm                                                          | 5.520 mm                                                          |
| Gesamtradstand:           | 10.160 mm                                                         | 10.160 mm                                                         | 10.160 mm                                                         | 10.160 mm                                                         | 10.160 mm                                                         |
| Länge über Puffer:        | 13.080 mm                                                         | 13.080 mm                                                         | 13.080 mm                                                         | 13.080 mm                                                         | 13.080 mm                                                         |
|                           | 101–106                                                           | 107–187                                                           | 188–1105                                                          | 1106–1115                                                         | 1116–1147                                                         |
| Dienstmasse:              | 88 t                                                              | 97,8 t                                                            | 97,8 t                                                            | 99,7 t                                                            | 98,7 t                                                            |
| Reibungsmasse:            | 66,4 t                                                            | 67,1 t                                                            | 67,1 t                                                            | 66 t                                                              | 71 t                                                              |
| Achsfahrmasse:            | 14 t                                                              | 14 t                                                              | 14 t                                                              | 14 t                                                              | 14 t                                                              |
| Höchstgeschwindigkeit:    | 55 km/h                                                           | 55 km/h                                                           | 55 km/h                                                           | 55 km/h                                                           | 55 km/h                                                           |
| Kesseldruck:              | 13 bar                                                            | 13 bar                                                            | 13 bar                                                            | 13 bar                                                            | 13 bar                                                            |
| Rostfläche:               | 3,9 m²                                                            | 3,9 m²                                                            | 3,9 m²                                                            | 3,9 m²                                                            | 3,9 m²                                                            |
| Anzahl der Heizrohre:     | 173                                                               | 30                                                                | 30                                                                | 30                                                                | 30                                                                |
| Länge der Rohre:          | 4.500 mm                                                          | 4.500 mm                                                          | 4.500 mm                                                          | 4.500 mm                                                          | 4.500 mm                                                          |
| Verdampfungsheizfläche:   | 184,5 m²                                                          | 154,5 m²                                                          | 154,5 m²                                                          | 144,5 m²                                                          | 144,5 m²                                                          |
| Rohrheizfläche:           | 169,8 m²                                                          | 139,8 m²                                                          | 139,8 m²                                                          | 129,8 m²                                                          | 129,8 m²                                                          |
| Strahlungsheizfläche:     | 14,7 m²                                                           | 14,7 m²                                                           | 14,7 m²                                                           | 14,7 m²                                                           | 14,7 m²                                                           |
| Überhitzerfläche:         | 38,3 m²                                                           | 68,8 m²                                                           | 68,8 m²                                                           | 76,3 m²                                                           | 76,3 m²                                                           |
| Anzahl der Rauchrohre:    | 70                                                                | 70                                                                | 70                                                                | 70                                                                | 70                                                                |
| Leistung:                 | 920 kW                                                            | 920 kW                                                            | 920 kW                                                            | 920 kW                                                            | 920 kW                                                            |
| Steuerung:                | Heusinger                                                         | Heusinger                                                         | Heusinger                                                         | Heusinger                                                         | Heusinger                                                         |
| Wasservorrat:             | 12,5 m³                                                           | 13 m³                                                             | 13 m³                                                             | 13 m³                                                             | 13 m³                                                             |
| Kohlenvorrat:             | 4,6 m³                                                            | 4,6 m³                                                            | 4,6 m³                                                            | 4,6 m³                                                            | 4,6 m³                                                            |
| Bremsbauart:              | Handbremse Druckluftbremse Westinghouse/Bozic                     | Handbremse Druckluftbremse Westinghouse/Bozic                     | Handbremse Druckluftbremse Westinghouse/Bozic                     | Handbremse Druckluftbremse Westinghouse/Bozic                     | Handbremse Druckluftbremse Westinghouse/Bozic                     |

Die BEB Va war eine Tenderlokomotivreihe der Buschtěhrader Eisenbahn (BEB).

## Geschichte
Die BEB war eine Privatbahngesellschaft zur Zeit der österreich-ungarischen Monarchie, die 1924 von der ČSD übernommen wurde.
Die BEB bestellte sechs Maschinen dieser Reihe, die auf der Strecke Prag–Kladno, die Steigungen von 25 Promille mit vielen Krümmungen von 280 m Halbmesser hatte, Schiebedienst leisten sollten.
Darüber hinaus sollten sie auf der Strecke Weipert (Vejprty)–Komotau (Chomutov) (20 Promille) im Personenverkehr eingesetzt werden.
Die Böhmisch-Mährische Maschinenfabrik konstruierte die Maschinen, wobei sie sich an die Reihe kkStB 270 anlehnte.
Sowohl die Triebwerksabmessungen als auch der Kessel wurden unverändert von dieser Reihe übernommen.
Die Lokomotiven wurden 1918 geliefert und bewährten sich hervorragend.
Die ČSD baute in die Maschinen einen Überhitzer ein und beschaffte ab 1926 weitere 156 Maschinen dieses Typs, die sie als Reihe 524.1 bezeichnete.
Während des Zweiten Weltkrieges reihte die Deutsche Reichsbahn die ehemaligen BEB Va als DR 95 251–256 ein; die Neubau-524.1er wurden als DR 95 201–268 bezeichnet.
Während ihres langen Einsatzes bei den ČSD wurden an den Lokomotiven mehrere Umbauten vorgenommen, z. B. erhielten viele Lokomotiven den Giesl-Ejektor oder Trofimoff-Schieber.
Durch ihre Leistungsstärke und ihren niedrigen Achsdruck waren die Lokomotiven vielseitig verwendbar und weit bis in die 1970er Jahre im Einsatz. 1955 wurden die ersten Maschinen dieser Reihe ausgemustert, in den 1970er Jahren setzte die große Ausmusterungswelle ein. Die letzten Loks fuhren in Nordböhmen und bevorzugt für Nahgüterzug- und Schiebedienste eingesetzt. Dabei galt die 524.1110 als der „Star“, war sie doch einige Jahre teilweise grün lackiert. 1980 wurden im Depot in Rumburk mit den 524.1109, 1110 und 1117 die letzten Maschinen ausgemustert.
In der Tschechischen Republik sind drei Lokomotiven erhalten geblieben: Die 524.1110 in Česká Lípa, die 524.184 in Chomutov und die 524.159 im Eisenbahnmuseum Lužná u Rakovníka. In der Slowakei befindet sich die 524.1117.

## Galerie

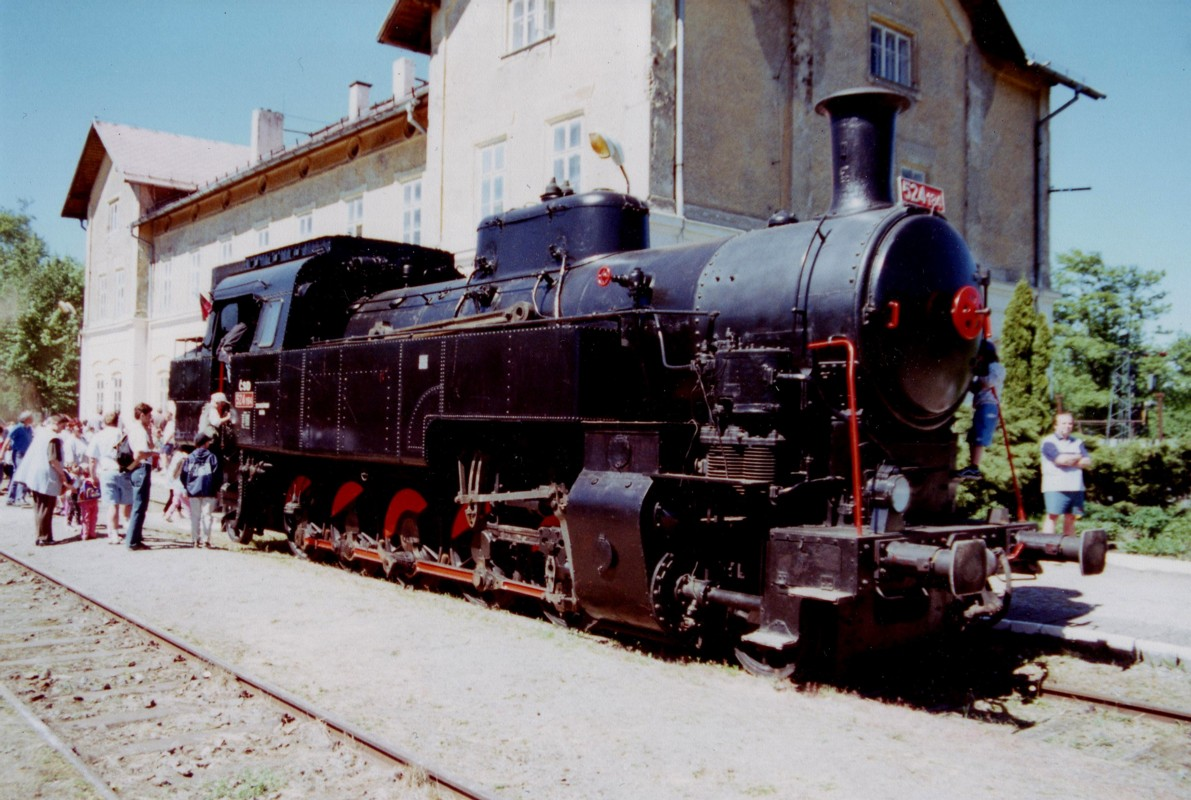
524.184 im Bahnhof Křimov (2000)
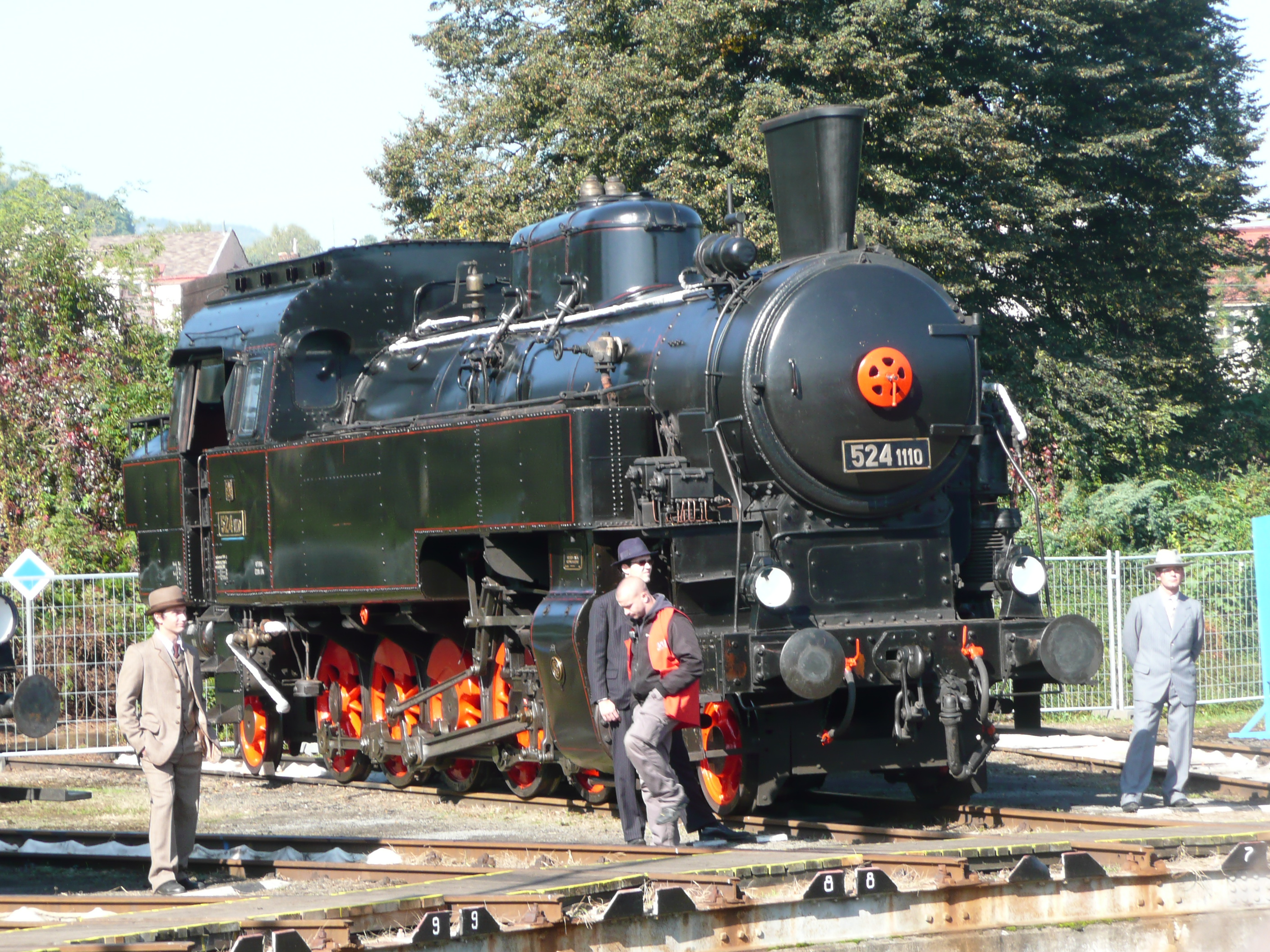
524.1110 im letzten Betriebszustand auf einer Fahrzeugausstellung in Decin 2011
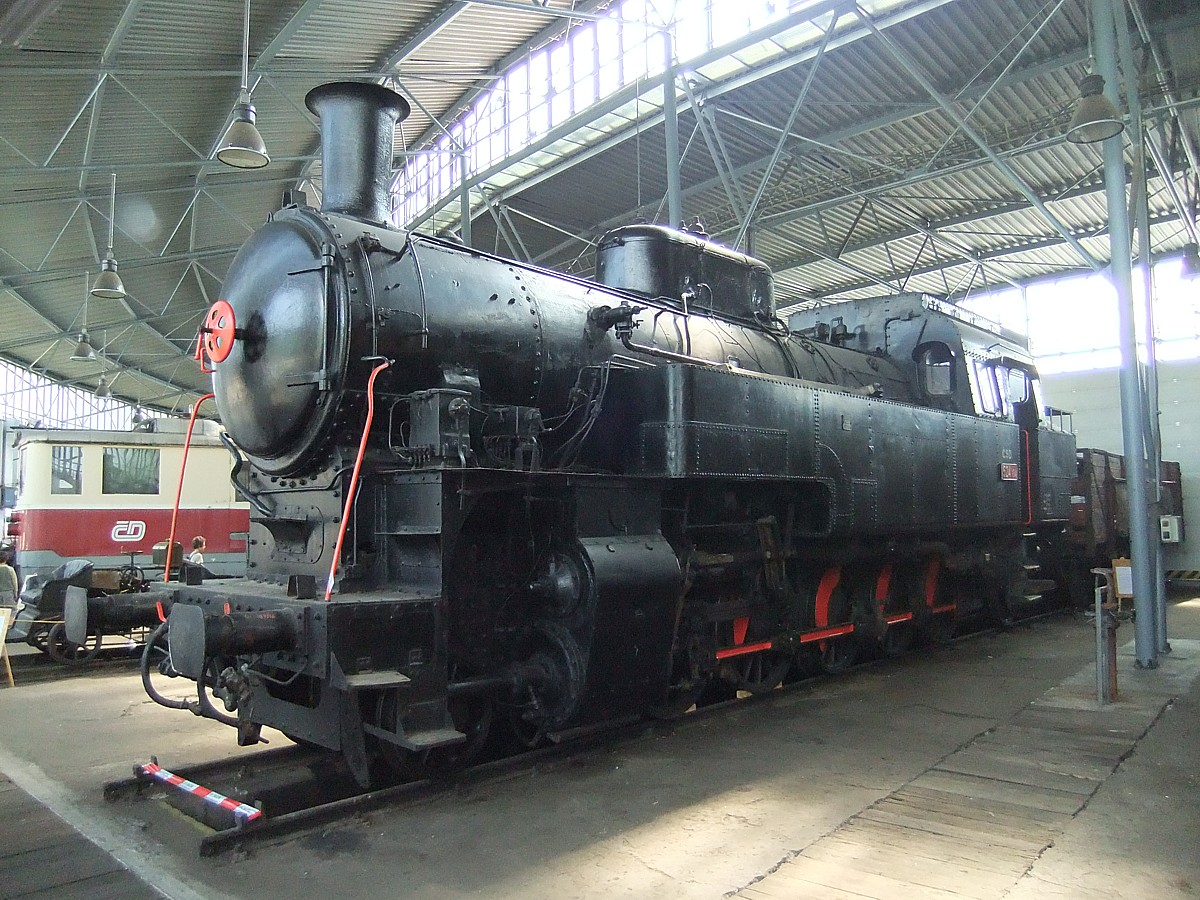
Lok 524.184 im Depot Chomutov des NTM (2010)